# Газети Словаччини
Станом на 2013 рік в Словаччині було тринадцять щоденних газет. Нижче наведено список газет Словаччини.

## Щоденно словацькою мовою
- Dennik N — політично орієнтована, щоденна, правоцентристська за політичною орієнтацією[2]
- Hospodárske noviny — бізнес-орієнтована, щоденна[3]
- Korzár — політично орієнтована на схід Словаччини, щоденна[4]
- Nový Čas — таблоїд; найбільш продавана газета в Словаччині[5]
- Plus jeden deň — таблоїд[6]
- Pravda — політико-орієнтована, щоденна, лівоцентристська за політичною орієнтацією[7]
- SME — найбільш продавана газета в Словаччині, політична, щоденна, правоцентристська[8]
- Šport — спортивна щоденна газета[9]

## Безкоштовні щотижневі видання
- Bratislavský kuriér  [Архівовано 19 травня 2012 у Wayback Machine.]
- Bratislavské noviny  [Архівовано 18 березня 2016 у Wayback Machine.]
- ECHO  [Архівовано 6 березня 2016 у Wayback Machine.]
- MY  [Архівовано 29 березня 2016 у Wayback Machine.]
- Naše Novinky
- Pardon  [Архівовано 29 березня 2016 у Wayback Machine.]
- Regionálne noviny
- Žilinský večerník  [Архівовано 20 березня 2016 у Wayback Machine.]

## Видання англійською
- The Daily Slovak News
- The Slovak Spectator

## Видання німецькою
- NPZ! Neue Pressburger Zeitung — таблоїд, культурно і бізнес-орієнтований щомісячний журнал  [Архівовано 8 квітня 2019 у Wayback Machine.]

## Видання угорською
- Új Szó

## Видання італійською
- Buongiorno Slovacchia  [Архівовано 23 березня 2016 у Wayback Machine.]
- La Voce della Slovacchia

## Щотижневі журнали
- Literárny týždenník
- Slovo týždenník  [Архівовано 22 березня 2016 у Wayback Machine.]
- Trend týždenník  [Архівовано 22 березня 2016 у Wayback Machine.]
- .týždeň  [Архівовано 21 березня 2016 у Wayback Machine.]

## Збанкрутілі
- Domino efekt — щотижневий журнал новин
- Hospodarsky — щоденна газета[10]
- Národná obroda — щоденна газета